# F Constituição (F-42)
La fragata Constituição (F-42) de la Marinha do Brasil es una fragata de la clase Niterói. Fue puesta en gradas en 1974, botada en 1976 y asignada en 1978. Es la tercera nave de la marina brasilera con el nombre Constituição (en español: Constitución).

## Construcción
Construida por Vosper Thornycroft Ltd. (Woolston, Hampshire, Inglaterra), fue puesta en gradas el 13 de marzo de 1974, botada el 15 de abril de 1976 y asignada el 13 de marzo de 1978.

## Historia de servicio
A lo largo de su vida operativa ha participado de numerosos ejercicios y operativos junto a otras unidades de la marina brasilera y marinas extranjeras.